# 基斯·哈特
克里斯·哈特（英語：Chris Hart，1984年8月25日—），是位現於日本樂壇發展的美國歌手，出身於加利福尼亞州三藩市灣區。

## 演藝生涯
2003年～2005年在美国组成视觉系翻唱乐队《NIKITA w/Metallic Beasts》。
2007成立个人乐队“LVY”并发行了一张数字专辑《Voyager》。
2011年参加了歌唱组合“Triple Trip”并发行了一张数字单曲《NEW WORLD》。同时为筑波大学主题曲《Imagine The Future》填写了英文版歌词。
2012年參演了日本電視台的電視節目《のどじまん ザ!ワールド》，因演唱了SMAP的《夜空ノムコウ》、小田和正的《たしかなこと》备受瞩目，最后更以888分（总分900分）取得了2012年春季的优胜奖。 及後間中出演電視節目及在電影中客串。
2013年4月6日，宣佈加盟日本環球音樂並宣布正式出道，準備首發單曲，5月1日正式發行出道單曲《Home》，登上ORICON周榜單13位。
2013年6月5日发表了出道专辑《Heart Song》，登上ORICON周榜單第3位。
2013年10月-11月开始全國巡演。
2013年首度獲選第64回NHK紅白歌合戰，與松田聖子二人合唱形式出戰，演唱歌曲是“New Year's Eve Special Song Medley 2013”；2014年第2度入選，正式以個人身份參加，演唱歌曲是中岛美雪的《絲》。
2014年2月26日发表第一张原创单曲《I Love You》，2014年3月19日发表原创专辑《Song For You》，后者登上ORICON周榜單第7位。
2014年6月25日发表第二张翻唱专辑《Heart Song II》，登上ORICON周榜單第2位。
2015年6月25日宣布个人总销量超过100万张，同时发表为朝日电视台的电视连续剧《最強のふたり〜京都府警 特別捜査班〜》演唱的主题曲“あなたへ”，这是他本人的第三张原创单曲。另外他亦在该剧中饰演他自己，这是他第一次参演电视剧
2015年3月發表與聖堂教父的合作曲《続く道 with ゴスペラーズ》。
2016年2月17日发售了第一次由本人担任作词的单曲《僕はここで生きていく》。
2016年6月1日发售第二张原创专辑《Song For You II》。
2016年10月開始第二回47都道府縣巡演，2017年5月结束。
2017年10月发售第一张专辑精选《こころのうた》，包含两首新录作品。
2017年12月5日在官方网站上宣布因家庭原因，将于2018年4月13日举办最后一场个人演出后暂时停止活动。2018年5月31日个人网站宣布终止一切服务。

## 人物
- 1984年在美国出生，2岁的时候父母离婚并由母亲抚养。
- 有一个姐姐和一个同母异父的弟弟。
- 对日本歌曲、文化、语言产生兴趣是因为12岁的时候在学校参加了日语班。
- 13歲的時候曾經在茨城県新治郡新治村（現土浦市）住過兩周的寄宿家庭[1]。
- J-Pop的启蒙作是Kiroro的单曲“未来へ”。
- 父亲原来是警察，现在经营一家私家侦探社。母亲曾以歌手为目标，现在在一家IT企业工作。
- 來日本前當過飛機維修員、化妝品推銷員、警察等工作[1]。
- 2009年前往日本，最初工作為負責推銷自動售賣機的營業員。
- 2013年5月在博客公布婚讯[11]，妻子是唱作人福永瞳[1]。2016年2月两人的第一个儿子出生[12]。
- 2015年5月宣布申请加入日本籍[13]。
- 2017年4月6日於個人SNS宣布取得日本國籍[14]。

## 唱片

### 單曲
| 發行次序 | 發售日         | 標題                     | Oricon最高排名 | 收錄大碟 |
| -------- | -------------- | ------------------------ | -------------- | -------- |
| 1        | 2013年5月1日   | home                     | 13位           |          |
| 他人合作 | 2013年10月30日 | 夢醒時分（夢がさめて）             | 14位           |          |
| 2        | 2014年2月26日  | I Love You               | 30位           |          |
| 3        | 2015年4月15日  | 続く道 with ゴスペラーズ | 21位           |          |
| 4        | 2015年8月26日  | あなたへ                 | 78位           |          |
| 5        | 2016年2月17日  | 僕はここで生きていく     | 37位           |          |
| 6        | 2016年9月21日  | いのちの理由             | 113位          |          |

## 商业搭配
| 歌曲                           | 商业搭配                                                                   | 收录大碟                         |
| ------------------------------ | -------------------------------------------------------------------------- | -------------------------------- |
| まもりたい〜magic of a touch〜 | 妮维雅原创广告曲                                                           | 《Heart Song -Special Edition-》 |
| I LOVE YOU                     | 「エースJTB」电视广告曲、AXN「ダニーのサクセス・セラピー シーズン2」主题曲 | 《I LOVE YOU》                   |
| 最後のラブレター               | セイコーマート 电视广告曲                                                  | 《I LOVE YOU》                   |
| スタートライン                 | 东海电台开台55周年印象曲、内閣府「若年者雇用対策」电视广告曲               | 《Song for You》                 |
| たったひとつの贈り物           | ジュリア・オージェ 电视广告曲                                              | 《Song for You》                 |
| 幸せをみつけられるように       | SoftBank 东日本大地震复兴支援主题曲                                        | 《Song for You》                 |
| 毎日がクリスマス!              | JTB「るるぶトラベル」商业合作曲                                            | 《Christmas Hearts》             |
| あなたへ                       | 朝日电视台电视剧『最強のふたり〜京都府警 特別捜査班〜』主題歌              | 《あなたへ》                     |
| 僕はここで生きていく           | NHK「みんなのうた」（2015年12月 - 2016年1月）                              | 《僕はここで生きていく》         |

## 参加他人作品
| 发售日         | 标题                                                              | 规格产品编号 | 收录曲                                                  |
| -------------- | ----------------------------------------------------------------- | ------------ | ------------------------------------------------------- |
| 2013年11月20日 | アイのうた6                                                       | UICZ-8129    | 2.home                                                  |
| 2014年7月23日  | アイのうた J-POP NON STOP MIX → MIXED BY DJ FUMI★YEAH!            | POCS-1166    | 1.守りたい〜magic of a touch〜                          |
| 2014年7月23日  | アイのうた Bitter Sweet Tracks→mixed by Q;indivi+                 | UICZ-8152    | 21.home                                                 |
| 2014年9月24日  | カバー リスペクト/ビター・バラッド -男が男を歌うとき-             | UICZ-8154    | 1.たしかなこと                                          |
| 2015年7月29日  | 3 STEPS & MORE 〜THE SELECTION OF SOLO ORIGINAL & COLLABORATION〜 | UPCH-2045    | DISC2-1.Harmonic / 佐藤竹善 duet with クリス・ハート    |
| 2015年11月4日  | May J. sings Disney                                               | RZCD-59976   | 3.美女と野獣 with クリス・ハート / May J.               |
| 2015年11月4日  | May J. sings Disney                                               | RZCD-59976   | 7.ホール・ニュー・ワールド with クリス・ハート / May J. |

## 音樂
| 导演     | 曲名 |
| 園田俊郎 | 「I LOVE YOU（页面存档备份，存于）」(出演:大和田健介・浅见丽奈) 「I LOVE YOU（Lip Ver.）（页面存档备份，存于）」 「home（页面存档备份，存于）」(出演:笹原尚季) 「たしかなこと」 「まもりたい〜magic of a touch〜（页面存档备份，存于）」 「ラブ・ストーリーは突然に（页面存档备份，存于）」 「幸せをみつけられるように（页面存档备份，存于）」(出演:小松彩夏) 「手紙〜愛するあなたへ〜（页面存档备份，存于）」 「奏(かなで)（页面存档备份，存于）」 「旅立つ日」 「あなたへ」 「続く道 with ゴスペラーズ」 「Still loving you」(出演:大和田健介・浅见丽奈) 「僕はここで生きていく」 |

## 電視節目

### 綜藝節目
- 関ジャム 完全燃SHOW（朝日電視台、2015年5月10日 - ）

### 電視劇
- 最強的兩人〜京都府警 特別捜査班〜 最終話（2015年9月10日、朝日電視台） - 飾演本人

### NHK紅白歌合戰出場紀錄
| 年份/屆數        | 出場 次數 | 曲目                                         | 出演 次序 | 對戰歌手 | 備註                               |
| ---------------- | --------- | -------------------------------------------- | --------- | -------- | ---------------------------------- |
| 2013年（第64回） | 初        | New Year's Eve Special Love Song Medley 2013 | 24/26     | 嵐       | 與松田聖子合唱，歸入紅組。         |
| 2014年（第65回） | 2         | 糸                                           | 6/23      | 伍代夏子 | 首次以個人身份入選，回復編入白組。 |

## 演出活動

### 剧场演出
- 2013年 - こころのうた2013 ～Heart Song～ supported by NIVEA
- 2014年 - クリス・ハート Tour 2014 -song for you-
- 2015年3月13日 - クリス・ハート×九州交響楽団 クリスタル・シンフォニック・コンサート2015 IN FUKUOKA
- 2015年3月18日 - クリス・ハート×セントラル愛知交響楽団 クリスタル・シンフォニック・コンサート
- 2015年3月27日 - クリス・ハート×大阪交響楽団 クリスタル・シンフォニック・コンサート 2015
- 2015年5月10日 - クリス・ハート×OEK クリスタル・シンフォニック・コンサート2015
- 2015年7月11日〜2016年3月31日 - クリス・ハート 47都道府県Tour 2015-2016 ～続く道～[8]
- 2016年10月15日〜2017年5月28日 - クリス・ハート 第2回 47都道府県Tour 2016-2017 ～my hometown～[9]

### 普通演出
- 2013年4月20日 - 音樂のまち・かわさき アジア交流音樂祭
- 2013年9月14日 - UNIVERSAL SIGMA 10TH ANNIVERSARY SIGMA FES. 2013 ～U-EXPRESS LIVE AUTUMN～
- 2013年11月30日 - JA BANK Presents LIVE in MIE 2013
- 2013年12月22日 - MUSIC FOR ALL, ALL FOR ONE 2013
- 2014年3月1日 - 音市音座2014
- 2014年3月11日 - 3.11チャリティコンサート ジャンルを越えた音楽のチカラを!
- 2014年4月6日 - JOYFM 30th Anniversary Live 「POWER OF RADIO」
- 2014年4月20日 - OTODAMA FOREST STUDIO in 秋川渓谷 -10周年SPECIAL-
- 2014年8月2日・09日・23日 - 情熱大陸 SPECIAL LIVE SUMMER TIME BONANZA'14
- 2014年8月11日 - SUMMER STATION 音樂Live
- 2014年8月24日 - May J. Chris·Hart SummerLive 2014 "爽"
- 2014年8月30日 - SOUND MARINA '14
- 2014年9月13日 - BEAT PHOENIX 2014
- 2014年9月14日 - 若草山 MUSIC FESTIVAL 2014
- 2014年9月27日 - KTN×FM NAGASAKI「Love fes 2014」～笑顔がまってる～
- 2015年4月10日 - 歌謡チャリティーコンサート
- 2015年5月9日 - 南こうせつ GREEN PARADISE
- 2015年5月16日 - メ～テレ KAZOKU FES. 2015
- 2015年5月31日 - 第26回JTB世界遺産劇場 -嚴島神社- クリス・ハート Special Concert
- 2015年6月12日 - LOVE in Action Meeting
- 2015年8月1日・22日 - 情熱大陸 SPECIAL LIVE SUMMER TIME BONANZA'15
- 2015年8月10日 - コカ・コーラ SUMMER STATION 音楽LIVE
- 2015年8月13日 - めざましライブ 2015
- 2015年8月31日 - 音霊 OTODAMA SEA STUDIO 2015「May J.×クリス・ハート～OTODAMA 2015 FINAL～」
- 2015年9月12日 - SOUL POWER TOKYO SUMMIT 2015
- 2015年9月23日 - SOUL POWER なにわ SUMMIT 2015
- 2015年10月18日 - Sports of Heart 2015 応援ライブ
- 2016年3月13日 - 音市音座 2016
- 2016年5月8日 - えがおステーションプロジェクト 2016

## 外部連結
- 基斯·哈特官方網站（页面存档备份，存于）（日語）
- 環球音樂官方網站（页面存档备份，存于）（日語）
- 基斯·哈特官方博客（页面存档备份，存于）（日語）
- 基斯·哈特的X（前Twitter）
- 基斯·哈特的Facebook專頁